# Agata Phutta
Agata Phutta (ur. w 1881; zm. 26 grudnia 1940) – tajska błogosławiona Kościoła katolickiego.
Pochodziła z rodziny pogańskiej. W wieku 21 lat, otrzymała chrzest. Pracowała jako kucharka w szkole.
W latach 1940–1944 Tajlandia była w stanie wojny z francuskimi Indochinami. W tym czasie wypędzono z Tajlandii zagranicznych misjonarzy, a miejscowych katolików zmuszano do wyrzeczenia się wiary. 25 grudnia 1940 r. w Songkhon miejscowa policja zebrała tamtejszych katolików i zapowiedziała im, że albo wyrzekną się wiary, albo zginą. Ponieważ Agata Phutta odmówiła wyrzeczenia się wiary następnego dnia została zastrzelona wraz z dwiema zakonnicami (Agnieszką Phila i Łucją Khambang) oraz trzema innymi osobami (Cecylią Butsi, Bibianą Khampai, Marią Phon).
Wszystkie zastrzelone 26 grudnia 1940 r. osoby, a także katecheta, przywódca wspólnoty chrześcijańskiej w Songhon Filip Siphong Onphitak, zabity 16 grudnia 1940 w Mukdahan, zostali beatyfikowani przez Jana Pawła II 22 października 1989 roku w grupie Siedmiu Męczenników z Tajlandii.